# Renhe Zhen (köping i Kina, Hebei)
Renhe Zhen (kinesiska: 人和镇, 人和) är en köping i Kina. Den ligger i provinsen Hebei, i den norra delen av landet, omkring 140 kilometer söder om huvudstaden Peking.
Genomsnittlig årsnederbörd är 686 millimeter. Den regnigaste månaden är juli, med i genomsnitt 249 mm nederbörd, och den torraste är januari, med 3 mm nederbörd.